# Zhang Youxia
Zhang Youxia (nascido em julho de 1950) é um general chinês do Exército de Libertação Popular (ELP) e atualmente vice-presidente da Comissão Militar Central (CMC).
Zhang atuou anteriormente como Chefe do Departamento de Desenvolvimento de Equipamentos do CMC e de seu antecessor, o Departamento Geral de Armamentos do PLA, de 2012 a 2017. Ele é filho do General Zhang Zongxun. Ele é um veterano da Guerra Sino-Vietnamita de 1979 e um dos poucos generais em serviço na China com experiência de guerra.

## Carreira
Ele se juntou ao exército em 1968, aos 18 anos de idade. Em 1976, ele estava servindo no 14º Grupo do Exército, estacionado na província de Yunnan; e foi rapidamente promovido. Ele participou da Guerra Sino-Vietnamita de 1979 entre a China e o Vietnã, e depois da Batalha de Laoshan de 1984.   Em agosto de 2000, foi nomeado comandante do 13º Grupo do Exército. Em dezembro de 2005, ele se tornou vice-comandante da Região Militar de Pequim. Ele foi promovido a comandante da Região Militar de Shenyang em setembro de 2007. Ele está associado à Universidade Nacional de Tecnologia de Defesa como Professor Adjunto desde 2010. 

### Vice-presidente da Comissão Militar Central
Em outubro de 2017, Zhang foi nomeado membro do Politburo do Partido Comunista Chinês e segundo vice-presidente da Comissão Militar Central do PCC. Ele também se tornou vice-presidente do CMC estadual em março de 2018.  
De acordo com o South China Morning Post, em novembro de 2021, Zhang chefiou o programa de testes de mísseis anti-navio, incluindo um campo de testes de armas com um porta-aviões americano simulado.  Em Janeiro de 2022, durante uma reunião dos responsáveis disciplinares do EPL, Zhang disse que o EPL deveria apresentar medidas inovadoras para eliminar os problemas de corrupção.  Ele se encontrou com o Chefe do Estado-Maior do Exército Paquistanês, Qamar Javed Bajwa, onde ambos os lados se comprometeram a aumentar os laços militares. 
Em agosto de 2024, Zhang se encontrou com o Conselheiro de Segurança Nacional dos Estados Unidos, Jake Sullivan, onde pediu aos EUA que "corrigissem sua compreensão estratégica da China, retornassem a uma política racional e pragmática em relação à China, [e] respeitassem sinceramente os interesses centrais da China".  Ele visitou o Vietnã em outubro, onde se encontrou com o secretário-geral do Partido Comunista, Tô Lâm, o presidente Lương Cường, o primeiro-ministro Phạm Minh Chính e o ministro da Defesa, Phan Văn Giang, dizendo que os dois países estavam "fazendo novos progressos" nas relações de defesa.  No mesmo mês, ele supervisionou exercícios de prontidão militar em Hebei.  Ele também visitou o Paquistão em novembro, reunindo-se com o Chefe do Estado-Maior do Exército, Asim Munir. 